# 達靈頓 (英國國會選區)
達靈頓（英語：Darlington），英國國會一郡選區，位於英格蘭達勒姆郡達靈頓一部。設於1868年。
這裡1910年以來一直是工黨和保守黨爭持的選區。2010年大選中，珍妮·查普曼以39.4%選票勝出該區首度當選，繼承了苗易彬的議席。